# Diecezja Đà Lạt
Diecezja Đà Lạt – diecezja rzymskokatolicka w Wietnamie. Powstała w 1960 z terenu wikariatów Sajgonu i Kon Tum.

## Lista biskupów
- Bp Simon Hoà Nguyễn Văn Hiền (1960 – 1973)
- Bp Barthélémy Nguyễn Sơn Lâm, P.S.S. (1975 – 1994)
- Bp Pierre Nguyễn Văn Nhơn (1994 – 2010)
- Bp Antoine Vũ Huy Chương (2011 – 2019)
- Bp Dominic Nguyễn Văn Mạnh (od 2019)